# Ferdinand Deppe
Ferdinand Deppe (1794–1861) va ser un naturalista, explorador i pintor alemany, nascut a Berlín.
Deppe viatjà a Mèxic l'any 1824. Recollí espècimens d'història natural per al Museu de Berlín amb Albert von Sack i William Bullock. També en recollí a Califòrnia i Hawaii. Alguns dels seus dípters d'Amèrica van ser descrits científicament per Christian Rudolph Wilhelm Wiedemann a Aussereuropäische Zweiflügelige Insekten publicat a Hamm (1828–1830).
En herpetologia, és commemorat pels epítets específics Abronia deppii, Aspidoscelis deppei, Pituophis deppei i Tantilla deppei. El seu nom també està associat en l'esquirol de Deppe, (Sciurus deppei) i amb la planta Oxalis deppei, anomenada com "el trèvol de la sort de quatre fulles".

## Publicacions associades
- "Travels in California in 1837"; (1953) Part of the series: Early California travels series, 15. Traduïdes de la seva de 1847, Zeitschrift für Erdkunde, vol. 7, p. 383-90.[4]